# الشرا
الشرا قرية سعودية، في محافظة رابغ بمنطقة مكة المكرمة. تقع في شرق مدينة رابغ بمسافة (25) كم.